# IPFire
IPFire — спеціалізований дистрибутив Linux для створення маршрутизаторів і міжмережевих екранів. IPFire відрізняється гранично простим процесом установки і організацією настройки через інтуїтивно зрозумілий вебінтерфейс, що рясніє наочними графіками.
Розмір інсталяційного iso-образу складає менше 130 Мб. Для установки доповнень до IPFire використовується спеціальний пакетний менеджер Pakfire.
Система модульна, крім базових функцій пакетної фільтрації та управління трафіком для IPFire доступні модулі з реалізацією системи для запобігання атак на базі Snort, для створення файлового сервера (Samba, FTP, NFS), поштового сервера (Cyrus-IMAPd, Postfix, Spamassassin, ClamAV і Openmailadmin) і сервера друку (CUPS), організації VoIP-шлюза на базі Asterisk і Teamspeak, створення бездротової точки доступу, організації потокового аудіо та відео-сервера (MPFire, Videolan, Icecast, Gnump3d, VDR).